# アウグスト・フリードリヒ・ポット

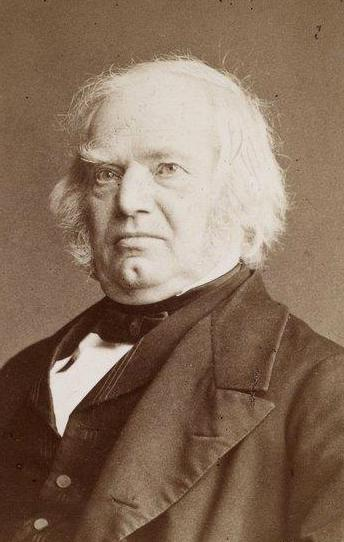
A・F・ポット

アウグスト・フリードリヒ・ポット（August Friedrich Pott、1802年11月14日 - 1887年7月5日）は、ドイツの言語学者、文献学者。インド・ヨーロッパ語族比較言語学の初期の代表的学者のひとりであり、比較言語学の手法を利用した語源学研究で知られる。
音楽家のアウグスト・フリードリヒ・ポット(ドイツ語版、1806-1883)は別人。

## 生涯
ポットはネッテルレーデ（今のニーダーザクセン州バート・ミュンダー・アム・ダイスター）に生まれた。ゲッティンゲン大学で1827年に博士の学位を得た。1825年からツェレのギムナジウムの校長をつとめていたが、1827年からベルリン大学でフランツ・ボップに学び、1830年に教授資格を得た。
ベルリン大学の私講師をつとめた後、1833年にハレ大学の一般言語学教授に就任し（はじめ員外教授、1838年に正教授）、没するまでその職にあった。
ポットは1845年のドイツ東洋学会創立メンバーのひとりであった。
1887年、ハレで没した。

## 主な業績
主著『インド・ゲルマン諸語の領域における語源研究』の初版は1833年と1836年に出版された（全2巻）。巻1にはインド・ヨーロッパ語族の375の語根の一覧を含む。第2版では大幅に拡張され、語根の数も2226に増加している（1859年-1876年、全7巻）。この著作は、比較言語学の方法を利用して語源を研究した重要な書物であるが、ポット以降に比較言語学が大幅に進歩したため、現在では歴史的価値しか存在しない。
- Etymologische Forschungen auf dem Gebiete der Indo-Germanischen Sprachen. Lemgo: Meyersche Hofbuchhandlung. (1833-1836) 巻1 巻2

なお、インド・ヨーロッパ語族を指すのにインド・ゲルマン語という言葉がドイツ語圏で定着したのはこの著書によるところが大きいという。
『ヨーロッパおよびアジアのジプシー』（全2巻）はロマ語の先駆的研究だった。
- Die Zigeuner in Europa und Asien. Halle: Ed. Heynemann. (1844-1845) 巻1 巻2

『国際一般言語学報』の第1号（1884年）から没後の第5号（1890年）にかけて、「一般言語学概要」が連載された。
- “Einleitung in die allgemeine Sprachwissenschaft”. Internationale Zeitschrift für allgemeine Sprachwissenschaft 1:  1-68. (1884).